# Theodor Kerckring
Theodor Kerckring vagy Dirk Kerckring (néha Kerckeringh vagy Kerckerinck) (Amszterdam, 1638. július 22. – Hamburg, 1693. november 2.)  holland anatómus és vegyész orvos.

## Élete
Kerckring Dirck Kerckring amszterdami kereskedő, illetve a Holland Kelet-indiai Társaság vezetőjének és Margaretha Bas (Dirck Bas, Amszterdam korábbi polgármesterének lánya) fiaként született. Az 1650-es évek második felében Franciscus van den Enden (a filozófussal, Benedictus de Spinozával egy időben) amszterdami latin iskolájának tanulója volt, majd a Leideni Egyetemen Franciscus Sylviusnál orvosi tanulmányokat folytatott. 1660 körül Jürgen Ovens festette meg portréját. 1667-ben meglátogatta őt III. Cosimo de’ Medici, aki érdeklődött a tudomány új fejleményei iránt, és kíváncsi volt anatómiai tárgyakból álló gyűjteményére.
Számos forrásból kiderül, hogy Kerckring jó viszonyban maradt Van den Endennel, akinek lányát, Clara Mariát 1671-ben feleségül vette. A 27 éves, sántító nő feleségül vétele érdekében Kerckring római katolikus hitre tért. Segített felesége apjának latinul tanítani, és van egy híres, de megalapozatlan történet, miszerint Spinoza méltatlanul szerette őt.
Bár korai életének további részletei hiányosak, az ismert, hogy orvosi pályafutásának nagy részét 1675 előtt Amszterdamban, Singelben töltötte. Ezt követően beutazta egész kontinentális Európát, majd 1678-ban Hamburgban telepedett le. 1683-ban meghívta régi barátját, Nicolaus Stenot, aki egykor az egyik vezető anatómus volt, de áttért a katolikus hitre. Stenonak (aki Firenzében pap volt, Münsterben pedig püspök lett) új pozícióra volt szüksége. Kerckring segített barátjának egy hamburgi kinevezésben, Steno pedig megkérte a Toszkána nagyhercegét, III. Cosimo de’ Medicit, hogy segítsen Kerckringnek egy állással. Ezután a két férfi megoszthatta egymással tapasztalatait és ötleteit. 

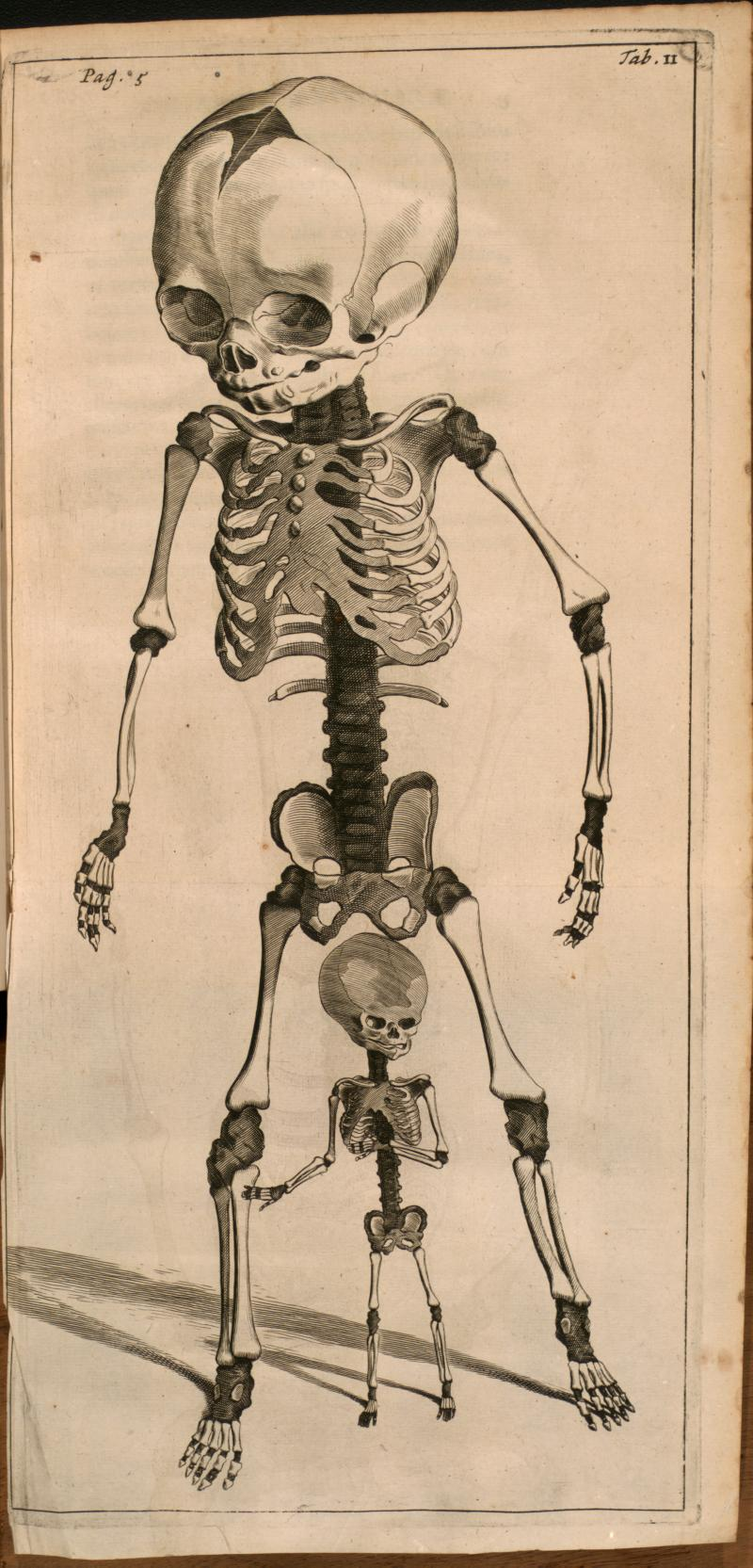
Spicilegium anatomicum: Magzati, csecsemőcsontváz. A koponyán a kutacs látható. Elülső nézet.

Kerckringre Spicilegium anatomicum című alkotása miatt emlékeznek, amely klinikai megfigyelések, orvosi érdekességek, boncolási felfedezések és általános anatómiai információk anatómiai atlasza. Neki tulajdonítják a "Kerckring-csontocskák" leírását, amely egy alkalmi csontosodási központ a nyakszirtcsontban, amely a terhesség 16. hete körül jelenik meg. Átfogó leírást adott a vékonybél nyálkahártyájának redőiről is. Ezek az anatómiai redők többféle elnevezést viselnek, többek között a "Kerckring-billentyűk", "Kerckring-redők", latinul plicae circulares vagy valvulae conniventes. Kerckring egy Spinoza által készített mikroszkópot használt.

## Munkái

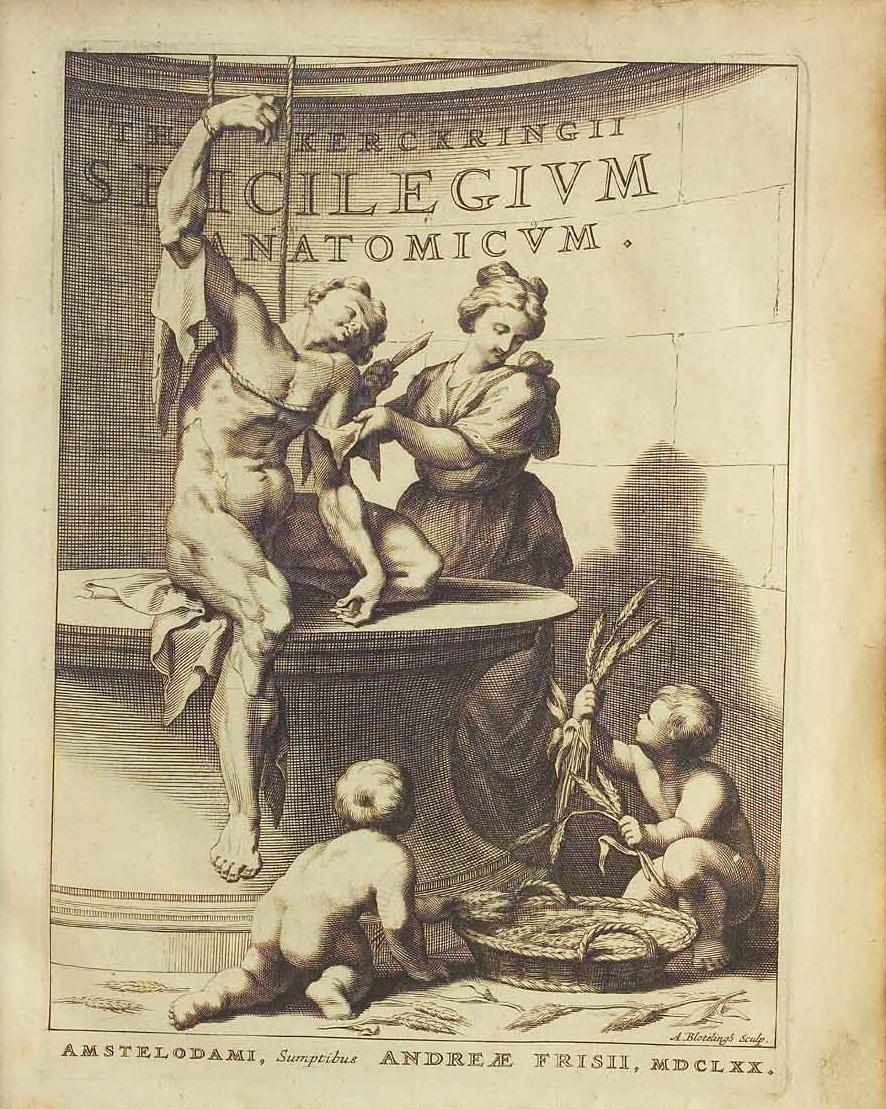
Spicilegium cimlapja

- Spicilegium Anatomicum, continens Observationum Anatomicarum rariorum centuriam unam: Nec Non Osteogeniam Foetuum, in qua Quid cuique oßicula singulis accedat mensibus, quidve decedat & in eo per varia immutetur tempora, accuratißimè oculis subjicitur. Frisius, Amsterdam 1670[3]
 Digitalisat a Herzog August Könyvtárból
- Opera Omnia Anatomica. Continentia Spicilegium Anatomicum, Osteogeniam Foetuum Nec Non Anthropogeniæ Ichnographiam; Accuratissimis Figuris æri incisis illustrata. Haak, Leiden 1729.
 Digitalisat a Herzog August Könyvtárból
- Commentarius in currum triumphalem Antimonii Basilii Valentini, a se latinitate donatum. Andreas Frisius, Amsterdam 1671.
 archive.org a Getty Centerből, Internet Archive
 (angolul)  Basil Valentine his Triumphant chariot of antimony with annotations of Theodore Kirkringius, M.D. Printed for Dorman Newman, London 1678.
 archive.org a Getty Centerből, Internet Archive
 Megjegyzések az Antimonii Basilii Valentini diadalmas kocsijáról egy előzetes jelentéssel együtt … Felßecker, Nürnberg 1724.

## Fordítás
Ez a szócikk részben vagy egészben  a   Theodor Kerckring című angol Wikipédia-szócikk ezen változatának fordításán alapul.  Az eredeti cikk szerkesztőit annak laptörténete sorolja fel. Ez a jelzés csupán a megfogalmazás eredetét és a szerzői jogokat jelzi, nem szolgál a cikkben szereplő információk forrásmegjelöléseként.